# Jean Feuga
Pour les articles homonymes, voir Feuga.
Jean Feuga, né le 31 juillet 1906 à Saint-Clar (Gers) et mort à Paris 16e le 1er mars 1963, est un écrivain de marine. Il est l'auteur de nombreux romans d'aventures pour la jeunesse.

## Biographie
Il entre dans la marine en 1923 et séjourne à Bizerte en 1924. Il devient subrécargue en 1946.
Il se fait connaître dans les années 1930 par ses récits de marine qui furent repris dans les années 1950 dans la collection Bibliothèque verte des éditions Hachette.
En 1930, il reçoit le Prix du Cercle littéraire français pour son roman Le Vent à l'étrave et en 1954 le grand prix de la mer et de l'outre-mer.

## Œuvre
(liste non exhaustive)
- Le Vent à l'étrave..., suivi de Les coupables, Lemerre, 1930
- Les Hommes du navire perdu, Lemerre, 1931
- L'Emden, croiseur corsaire, Alphonse Lemerre, 1931
- Les Hommes du navire perdu, Alphonse Lemerre, 1931
- La Femme sans visage, Alphonse Lemerre, 1932
- La Guerre sans armes, Alphonse Lemerre, 1933
- La Bête marine, Alphonse Lemerre, 1933
- Le Matelot Moravine, Fayard, 1937
- Le Cap de désespérance, Les Nouvelles Littéraires no 968, février 1946, puis Grasset, 1947
- Haute mer, Charlot, 1947
- Quand Yann devint homme, Fayard, 1949
- Le Dernier Quart, Hachette, 1950
- L'Aventure sans retour, Hachette, 1952
- Le Rajah des mers, Hachette, 1954

## Prix et distinctions
- Prix du Cercle littéraire français pour Le Vent à l'étrave (1930)
- Grand prix de la mer et de l'outre-mer (1954)